# Profil (Ornamentik)

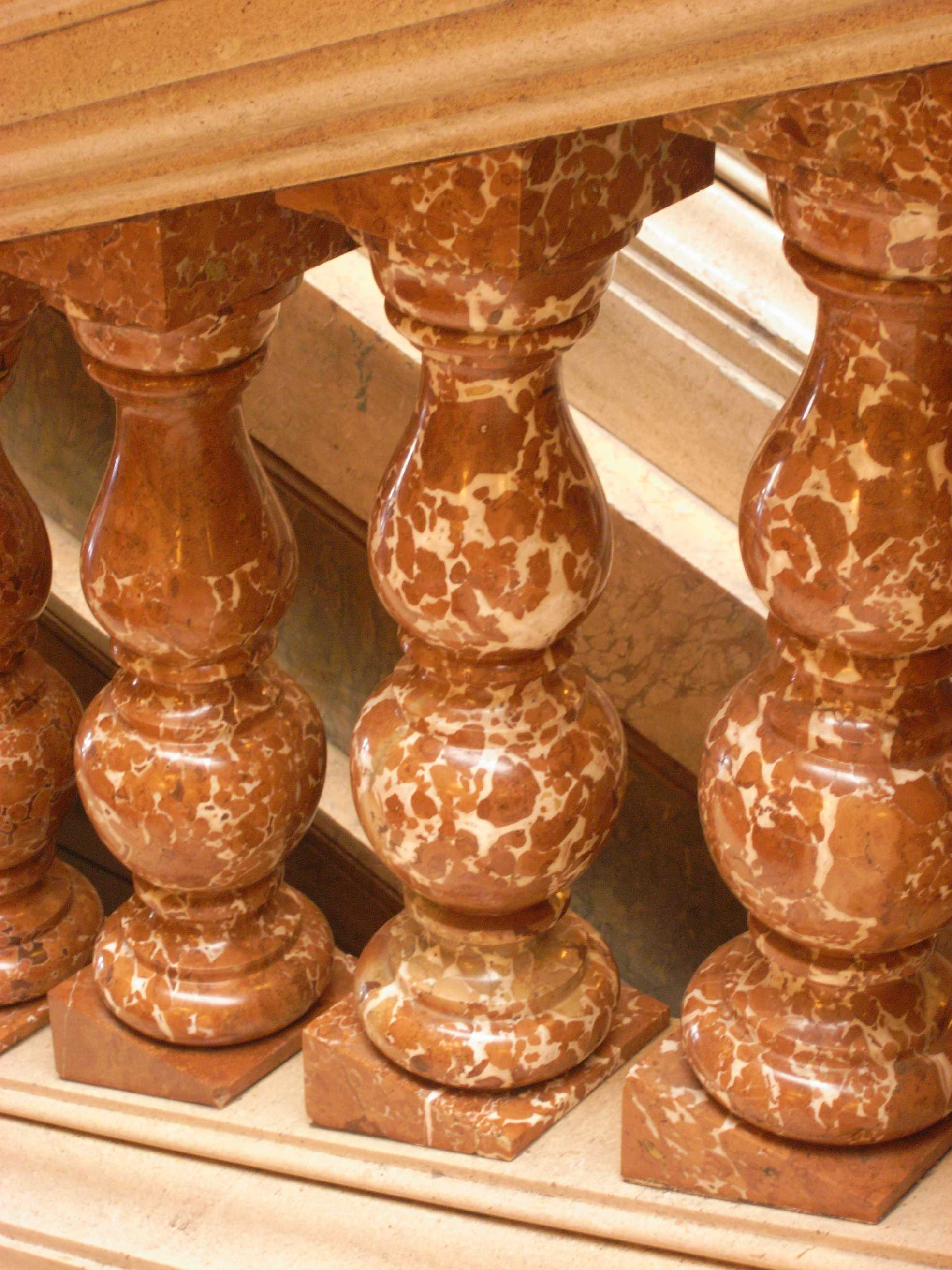
Profilierter Handlauf und Baluster eines steinernen Treppengeländers

Mit dem Begriff Profil bzw. Profilierung bezeichnet man im Bereich der Ornamentik die Abrundung und Einkehlung eines ursprünglich kantigen Werkstücks oder eines ganzen Bauteils.
Im Hintergrund können überwiegend praktische Funktionen (z. B. bei Handläufen oder Dachziegeln) oder dekorative Gründe stehen (z. B. bei Maßwerk, Gewölberippen, Konsolen) – manchmal vermischen sich praktische und dekorative Gründe (z. B. bei der Profilierung von Gesimsen).
Dekorative Profilierungen wurden traditionell überwiegend von Tischlern und Zimmerleuten aus Holz sowie von Stuckateuren und Steinmetzen aus Mörtel und Naturstein gefertigt.
Profile aus Kunststoff und Metall dienen überwiegend eher funktionalen als dekorativen Zwecken und werden meist industriell durch Strangpressen, Gießen, bzw. im Falle von Blech (Sicken) durch Walzen, Biegen, Pressen oder Falzen erzeugt; selten werden Metallprofile noch durch Schmieden oder Hämmern geformt.

## Häufige Beispiele

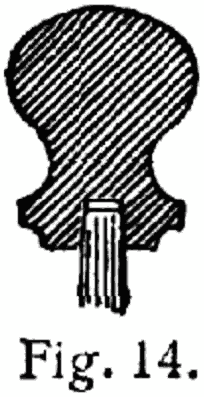
Handlauf mit Omegaprofil

Die meisten der im Folgenden genannten Beispiele werden auch unprofiliert ausgeführt:
Profilierungen im Dachbereich
- profilierte Dachziegel
- profilierter Sparrenkopf

Profilierungen in der Fassaden- und Innenraumgestaltung
- Fenster- und Tür-Laibungen und -Faschen
- Konsole
- Gesimse
- Lisenen
- Gewölberippen
- Archivolten
- Maßwerk

Holzprofile in der Innenausstattung und im Möbelbau
- Handlauf und Baluster eines Treppengeländers
- Brüstungsgeländer
- profilierter Rahmen oder Zarge
- profilierte Fußleisten und sonstige Zierleisten
- Kranzprofile in oberen Wandbereichen als Stuckersatz oder als oberer Abschluss von Schränken

Bilder
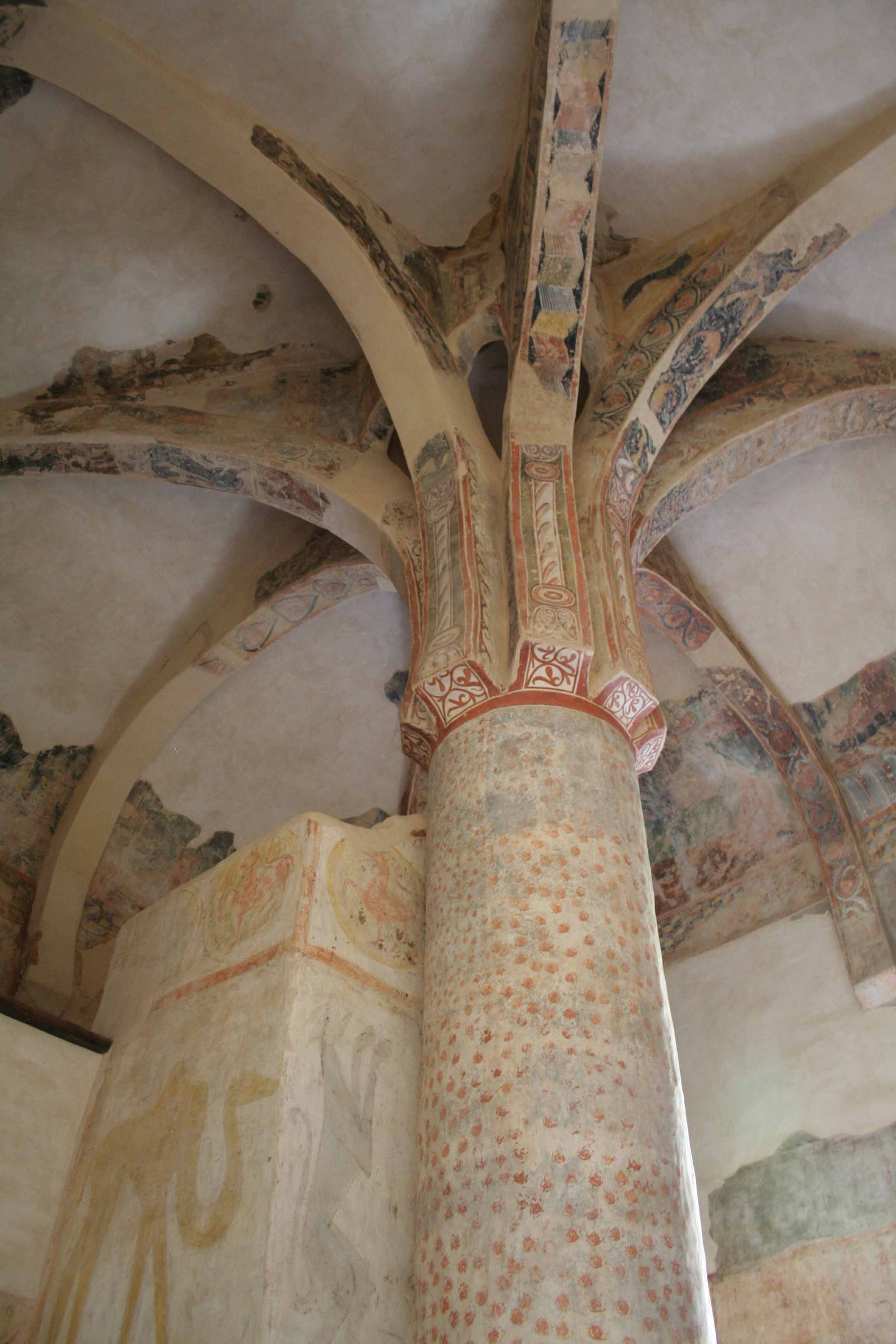
Unprofilierte Gewölberippen (San Baudelio de Berlanga, 12. Jh.)
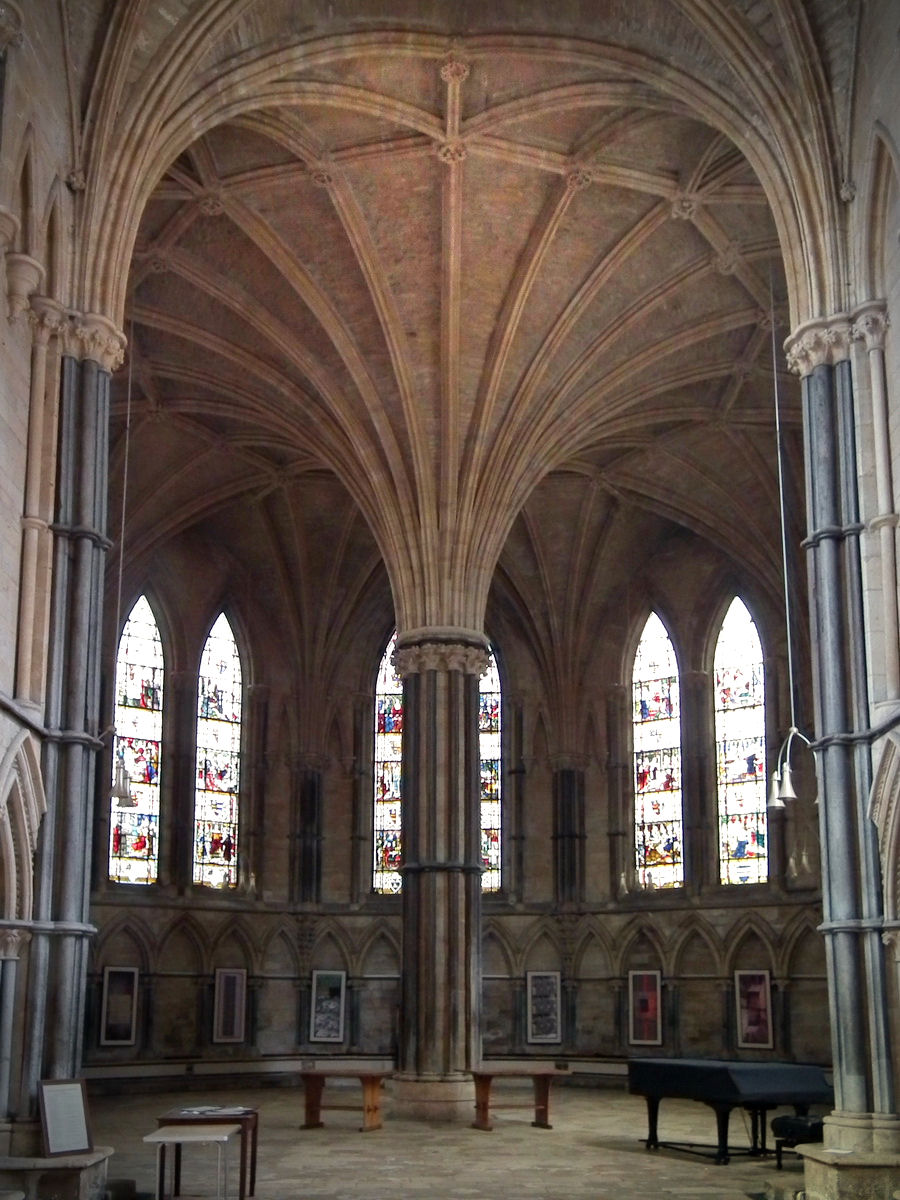
Profilierte Gewölberippen (Lincoln Cathedral, Kapitelhaus, 13. Jh.)
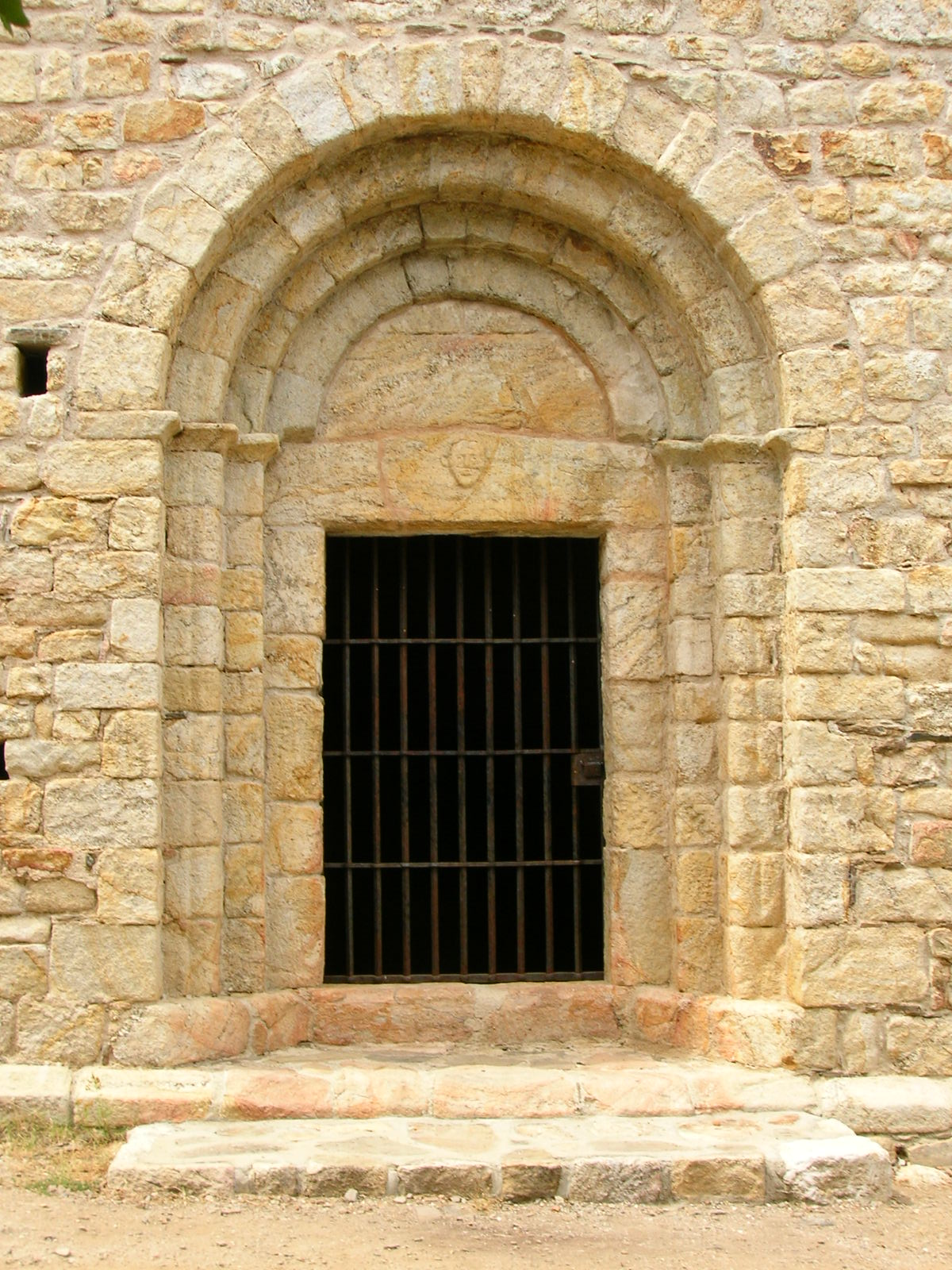
Unprofilierte Archivolten (St-Laurent du Mont, Argelès-sur-Mer, 11. Jh.)
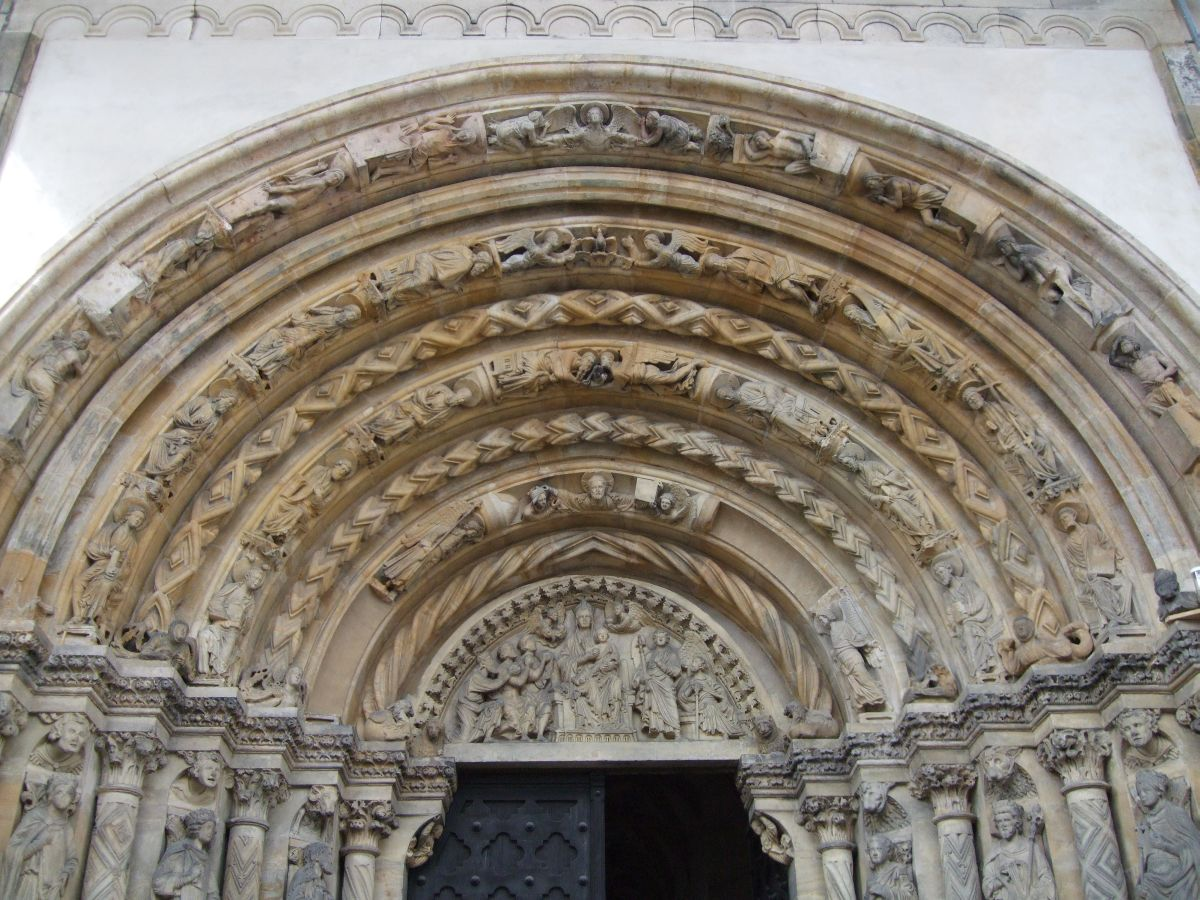
Profilierte Archivolten (Freiberger Dom 13. Jh.)
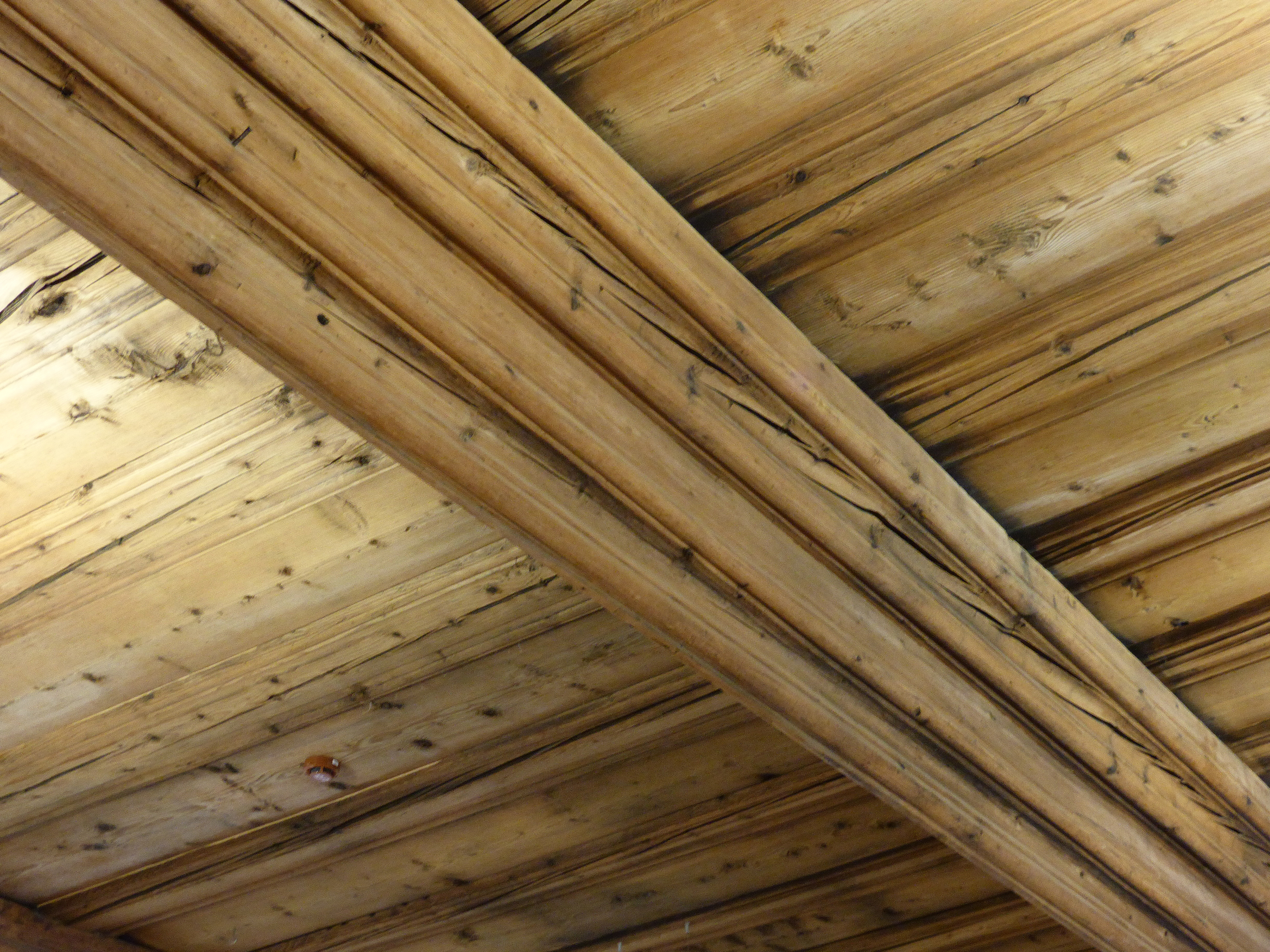
Holzdecke mit profiliertem Tragbalken aus Tannenholz im Schloss Wolkenstein